# Tiberio Giulio Alessandro
Tiberio Giulio Alessandro (in latino: Tiberius Iulius Alexander; fl. 42-70) è stato un politico e generale romano, appartenente all'ordine equestre dell'Impero romano.
Nato in una ricca famiglia ebrea di Alessandria d'Egitto, abbandonò o trascurò la religione dei suoi avi per intraprendere una carriera nell'amministrazione imperiale romana: sotto l'imperatore Claudio raggiunse la carica di procuratore di Giudea (46-48) e, successivamente, quella di Prefetto d'Egitto (66-69). Mentre ricopriva quest'ultima carica, soppresse con accorta fermezza una sommossa degli ebrei di Alessandria. Nel 70, in occasione dell'assedio di Gerusalemme, ricopriva il ruolo di comandante in seconda di Tito.

## Biografia

### Origini
Tiberio Giulio Alessandro nacque probabilmente all'inizio del regno dell'imperatore Tiberio (14-37), da una famiglia ebrea fra le più in vista di Alessandria d'Egitto: era infatti figlio dell'alabarca Tiberio Giulio Alessandro Maggiore, uno dei pochi ebrei alessandrini che all'epoca avevano la cittadinanza romana, tramandata poi ai figli. Alessandro Major aveva un patrimonio alquanto ingente, se prestò 200.000 dracme al re Agrippa I di Giudea, messo alle strette dai creditori; oltre al sovrano giudeo, aveva rapporti con Antonia Minore, figlia di Marco Antonio e madre di Claudio. Un altro esponente di rilievo della famiglia era lo zio Filone, un famoso filosofo.
Il fratello minore di Tiberio, Marco Giulio Alessandro, seguì le orme del padre negli affari, divenendo un socio di un'impresa di importazione ed esportazione. Tiberio, invece, decise di iniziare la carriera militare ed amministrativa nell'impero. Per questa ragione, quando parla per la prima volta di Tiberio, lo storico ebraico naturalizzato romano Giuseppe Flavio lo critica per la sua empietà e afferma che «non rimase nei costumi dei suoi padri», frase che è stata interpretata come una condanna dell'apostasia dell'ebraismo da parte di Tiberio, un evento che sembrerebbe confermato dalla sua apparizione come personaggio in due opere di Filone, in cui sostiene argomenti contro la provvidenza che Filone tenta di confutare. Altri studiosi, però, interpretano le parole di Giuseppe come una critica del suo impegno a favore dei Romani, col quale mise l'interesse dell'Impero sopra a quello della religione ebraica.
Malgrado ciò, Tiberio continuò a beneficiare delle conoscenze della sua famiglia, che crebbero dopo che Claudio, il figlio di Antonia Minore, divenne imperatore succedendo a Caligola nel 41: Agrippa, che aveva aiutato l'ascesa al trono di Claudio dopo l'assassinio di Caligola, fu nominato Re di Giudea; il padre di Tiberio, che era stato imprigionato da Caligola, fu rilasciato per ordine di Claudio; il fratello minore, Marco, sposò la principessa erodiana Berenice di Cilicia, figlia di Agrippa.

### Inizi della carriera
Malgrado gli svantaggi causati dalla sua origine alessandrina ed ebraica, Tiberio Alessandro aveva evidentemente abbastanza conoscenze per fare una carriera degna di un cavaliere romano. La prima carica ricoperta nota è quella di epistrategus della Tebaide, una delle tre regioni in cui era divisa la provincia romana dell'Egitto, retta attorno al 42: si trattava di una carica amministrativa e giudicante, senza comando militare. In questo periodo potrebbe aver mantenuto i contatti col fratello Marco, che commerciava nella stessa zona, almeno fino alla sua prematura morte nel 43 o 44.
Ottenne una promozione attorno al 46, quando fu nominato procuratore di Giudea da Claudio; la provincia era infatti tornata sotto diretto controllo romano dopo la morte di Agrippa nel 44 e il mandato del predecessore di Alessandro, Cuspio Fado, era stato segnato da alcune sommosse, dunque le origini ebraiche di Alessandro potrebbero averlo reso un governatore più accettabile. Infatti durante il suo mandato si registrarono meno problemi, sebbene sia stato lui a condannare a morte per crocifissione Giacomo e Simone, figli di un precedente ribelle di nome Giuda il Galileo; fu sempre il quel periodo che la Giudea fu colpita da una grave carestia. Nel 48 gli succedette Ventidio Cumano.
L'attività successiva di Alessandro è sconosciuta fino al regno di Nerone, quando servì come ufficiale di stato maggiore sotto il generale Gneo Domizio Corbulone nelle sue campagne partiche. Nel 63 fu inviato assieme al genero di Corbulone a scortare il sovrano armeno Tiridate I al campo romano, primo passo del viaggio che l'avrebbe portato a diventare un re cliente di Nerone.

### Prefetto d'Egitto
Nel maggio 66, l'imperatore Nerone nominò Alessandro Prefetto d'Egitto, uno dei due più prestigiosi incarichi raggiungibile da un appartenente all'ordine equestre assieme a quello di Prefetto del pretorio. Per questa nomina Alessandro potrebbe aver beneficiato delle tendenze filelleniche nelle nomine equestri sotto Nerone, ma la sua esperienza in Egitto lo rendeva certamente raccomandabile per l'incarico. Malgrado ciò, ogni speranza che Alessandro fosse in grado di sedare i conflitti tra la popolazione greca e quella ebraica all'interno della sua provincia si spense rapidamente. L'anno in cui assunse l'incarico vide lo scoppio della Prima guerra giudaica in Giudea, un incendio che inevitabilmente si appiccò anche alla grande comunità ebraica di Alessandria d'Egitto. Uno scoppio di violenza etnica durante un'assemblea greca salì d'intensità quando i Greci presero dei prigionieri, atto che spinse gli Ebrei a bruciare i Greci raccolti in assemblea. Alessandro inviò dei mediatori per calmare gli Ebrei, avvisandoli che in caso contrario avrebbe dovuto utilizzare le legioni romane. La minaccia non ebbe effetto e Alessandro scatenò contro i ribelli i legionari a sua disposizione; malgrado gli Ebrei combattessero con vigore, i Romani ebbero il sopravvento e iniziarono un massacro che non risparmiava neppure donne e bambini e che ebbe fine solo quanto Alessandro, ricevute le preghiere degli Ebrei, ordinò ai soldati di ritirarsi.
Il governo di Alessandro fu comunque importante anche per altre ragioni. Oltre un secolo dopo la loro promulgazione, le decisioni amministrative prese da lui erano ancora citate come precedenti. Alcune di queste sono note grazie ad un editto promulgato il 6 luglio 68, meno di un mese dopo la morte di Nerone, e conservatosi fino ai nostri giorni. Questo editto denuncia e punisce una varietà di abusi che include accertamenti inaccurati delle tasse, persecuzioni pretestuose e l'imprigionamento dei debitori da parte di creditori privati. L'unica allusione alla caotica situazione politica presente nell'editto è la richiesta ai provinciali di avere fiducia nella benevolenza del nuovo imperatore, Galba, e nella sua capacità di correggere gli errori del passato. Alessandro avanzava richieste a Galba per conto dei provinciali, presumibilmente presentando le riforme richieste come il prezzo della lealtà di questa vitale provincia fornitrice di grano.
Né Galba né il suo successore Otone rimasero a lungo imperatori: nell'aprile 69 Vitellio fu riconosciuto imperatore dal Senato romano, ma i suoi avversari stavano iniziando a radunarsi dietro Tito Flavio Vespasiano, comandante delle forze romane impegnate nella guerra giudaica. La lealtà di Alessandro, che comandava due legioni e aveva il controllo dei rifornimenti di grano egiziano per la città di Roma, era di vitale importanza; fortunatamente per Vespasiano, Alessandro accettò di scambiare con lui una corrispondenza segreta, forse attraverso Berenice (che poi intrattenne relazioni sentimentali con Tito), o un ufficiale egiziano di nome Basilide. Il 1º luglio Alessandro fu il primo a compiere un passo decisivo contro Vitellio: dopo aver ricevuto una lettera da Vespasiano, diede disposizione alle proprie truppe affinché pronunciassero il giuramento di fedeltà a Vespasiano come imperatore; il suo esempio fu poi seguito dalle legioni stanziate nelle province orientali dell'impero, e, successivamente, l'anniversario dell'ascensione al trono di Vespasiano fu celebrato in questo giorno.

### Assedio di Gerusalemme

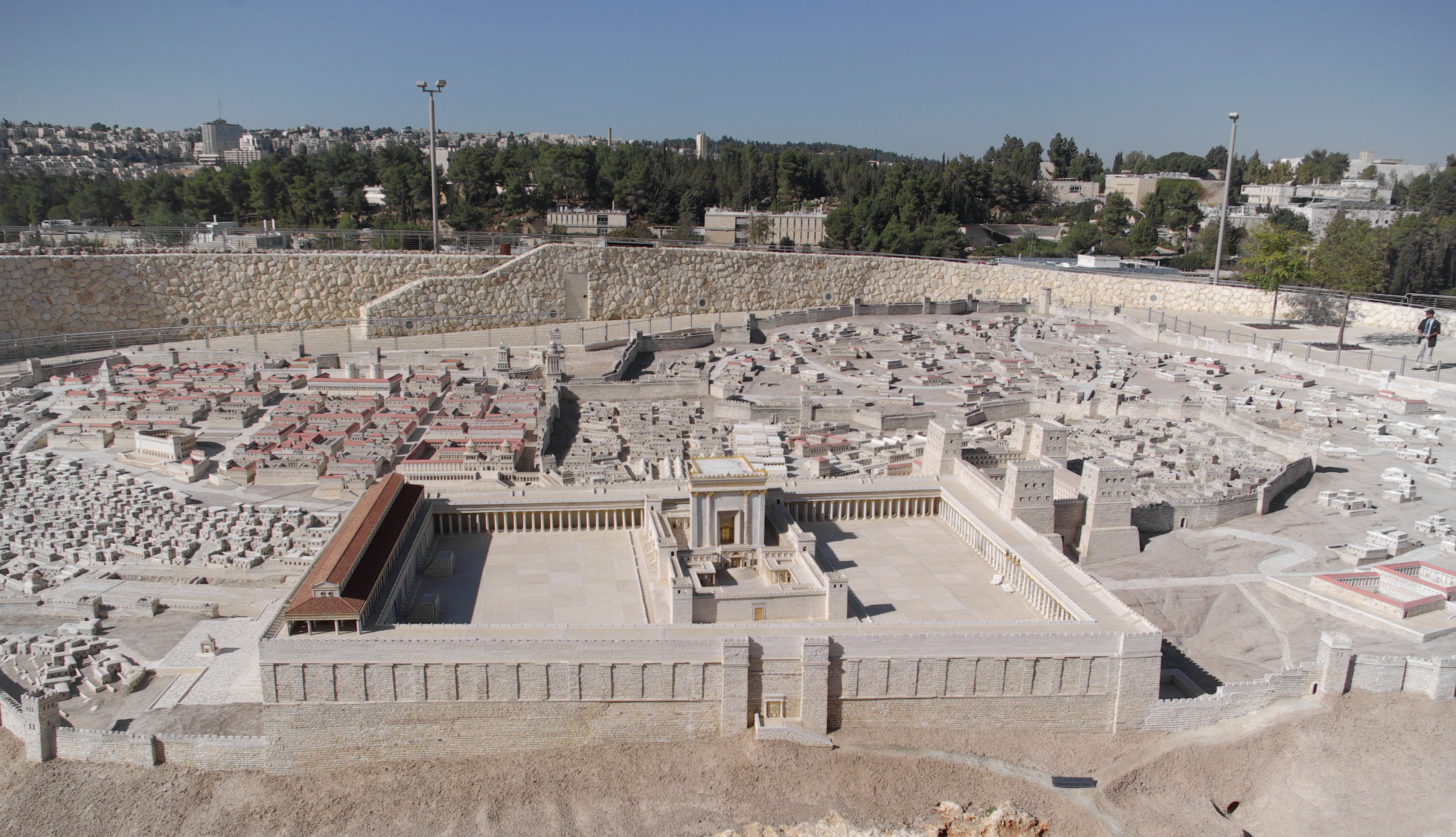
Modello del Tempio di Erode (Israel Museum).

Vespasiano si mosse rapidamente fino in Egitto, lasciando il comando della guerra giudaica al figlio Tito. Allo stesso tempo Alessandro, comandante esperto sia in guerra che negli affari ebraici, fu inviato da Vespasiano presso Tito, col ruolo di capo di stato maggiore e consigliere, secondo solo a Tito stesso. Entro l'aprile 70 Gerusalemme fu posta sotto assedio da quattro legioni romane, e anche quando le mura cittadine furono prese, i difensori tennero posizione nel Tempio di Erode. Alessandro, rampollo di una pia famiglia ebraica, il cui padre aveva donato oro e argento per le porte del Tempio, si trovò ora in una posizione di comando contro i suoi precedenti confratelli in quello stesso santuario.
Non confidando in un assedio contro le imponenti mura del Tempio, Tito ne fece bruciare le porte. Al successivo consiglio di guerra, quando si discusse se distruggere l'intero Tempio, Alessandro votò con la maggioranza per la sua conservazione. Malgrado ciò, il Tempio fu distrutto da un incendio scoppiato durante lo scontro armato decisivo.

### Carriera successiva
I dettagli della carriera di Alessandro sotto Vespasiano sono poco chiari. Un papiro danneggiato fa riferimento ad Alessandro come "Prefetto del pretorio": potrebbe essere un riferimento al rango ricoperto sotto Tito nel 70, quando avrebbe avuto un suo imperium (potere di comandare) personale; alternativamente, potrebbe essere stato nominato comandante della Guardia pretoriana a Roma, una carica che negli anni successivi rientrò normalmente nella carriera successiva dei Prefetti d'Egitto.
In entrambi i casi, Alessandro ottenne una posizione nell'amministrazione dell'Impero romano mai ottenuta da un ebreo di nascita, tanto meno da un ebreo che era anche di origine egiziana. Il personaggio xenofobico della prima satira di Giovenale, composta tra la fine del I secolo e l'inizio del II, mentre passa davanti alle statue trionfali nel Foro romano, «fra i quali ha osato, non so a quale titolo, mettere anche il suo un doganiere egiziano (ma ai suoi piedi si può pisciare o far di peggio)». Si tratta, molto probabilmente, di un riferimento ad Alessandro.